# Пентаплутонийтетрасвинец
Пентаплутонийтетрасвинец — бинарное неорганическое соединение
плутония и свинца
с формулой Pb4Pu5,
кристаллы.

## Получение
- Сплавление стехиометрических количеств чистых веществ:

{\displaystyle {\mathsf {5Pu+4Pb\ {\xrightarrow {1385^{o}C}}\ Pb_{4}Pu_{5}}}}

## Физические свойства
Пентаплутонийтетрасвинец образует кристаллы
гексагональной сингонии,
пространственная группа P 63/mcm,
параметры ячейки a = 0,9523 нм, c = 0,6482 нм, Z = 2,
структура типа тетрагаллий пентатитана Ti5Ga4
.
Соединение конгруэнтно плавится при температуре 1385°С.